# Spokane (Washington)
Spokane es una ciudad estadounidense ubicada en la parte oriental del estado de Washington, cerca de la frontera con el estado de Idaho. La ciudad es la segunda más grande del estado de Washington, y también es la más antigua del estado. Es, además, la sede del condado de Spokane. La zona metropolitana alberga una población de casi 550 000 ciudadanos, si se incluyen las afueras de Country Homes, Spokane y Cœur d'Alene. El topónimo Spokane proviene de un idioma nativo y se puede traducir como la ciudad de la tribu del sol.
En 1974, Spokane fue la sede de la Feria Mundial, con lo que se convirtió en la ciudad más pequeña que ha albergado dicha feria. Hoy en día, el lugar donde se estableció la feria es el parque Riverfront, conocido por sus magníficas vistas de las cascadas de Spokane.
Debido a las extremas condiciones meteorológicas de Spokane, la ciudad dispone de un sistema de paseos protegidos, que conectan todos los rascacielos del centro de la ciudad. Los paseos están elevados sobre la calle y disfrutan de aire acondicionado en verano y de calefacción durante el invierno.
Spokane es también la sede de la Universidad Gonzaga, fundada en 1887 por el jesuita Joseph Cataldo. La Universidad Gonzaga entronca con una larga y distinguida tradición de educación humanista, católica y jesuita. Se la conoce también por su buen equipo de baloncesto. Otras universidades de Spokane son la Eastern Washington University, el Whitworth, el Spokane Falls College y el Spokane Community College.
Spokane últimamente ha recibido muchos estudiantes mexicanos, especialmente de Secundaria, que provienen principalmente de León, San Luis Potosí, Pénjamo y Zapopan, entre otras ciudades.

## Clima
Spokane tiene un clima continental húmedo (Clasificación climática de Koppen: Csa). Típicamente, el área tiene un clima caluroso y árido en los meses de verano, con primaveras y otoños de poca duración. En promedio, julio y agosto son igualmente cálidos, y el mes más frío es diciembre; la temperatura promedio de julio es de 21,7 °C (71,1 °F), mientras que en diciembre es de −1,6 °C (29,1 °F).[cita requerida]
| Parámetros climáticos promedio de Spokane (Aeropuerto Internacional de Spokane), normales 1991–2020 normals, extreme¡os 1881–presente | Parámetros climáticos promedio de Spokane (Aeropuerto Internacional de Spokane), normales 1991–2020 normals, extreme¡os 1881–presente | Parámetros climáticos promedio de Spokane (Aeropuerto Internacional de Spokane), normales 1991–2020 normals, extreme¡os 1881–presente | Parámetros climáticos promedio de Spokane (Aeropuerto Internacional de Spokane), normales 1991–2020 normals, extreme¡os 1881–presente | Parámetros climáticos promedio de Spokane (Aeropuerto Internacional de Spokane), normales 1991–2020 normals, extreme¡os 1881–presente | Parámetros climáticos promedio de Spokane (Aeropuerto Internacional de Spokane), normales 1991–2020 normals, extreme¡os 1881–presente | Parámetros climáticos promedio de Spokane (Aeropuerto Internacional de Spokane), normales 1991–2020 normals, extreme¡os 1881–presente | Parámetros climáticos promedio de Spokane (Aeropuerto Internacional de Spokane), normales 1991–2020 normals, extreme¡os 1881–presente | Parámetros climáticos promedio de Spokane (Aeropuerto Internacional de Spokane), normales 1991–2020 normals, extreme¡os 1881–presente | Parámetros climáticos promedio de Spokane (Aeropuerto Internacional de Spokane), normales 1991–2020 normals, extreme¡os 1881–presente | Parámetros climáticos promedio de Spokane (Aeropuerto Internacional de Spokane), normales 1991–2020 normals, extreme¡os 1881–presente | Parámetros climáticos promedio de Spokane (Aeropuerto Internacional de Spokane), normales 1991–2020 normals, extreme¡os 1881–presente | Parámetros climáticos promedio de Spokane (Aeropuerto Internacional de Spokane), normales 1991–2020 normals, extreme¡os 1881–presente | Parámetros climáticos promedio de Spokane (Aeropuerto Internacional de Spokane), normales 1991–2020 normals, extreme¡os 1881–presente |
| Mes | Ene. | Feb. | Mar. | Abr. | May. | Jun. | Jul. | Ago. | Sep. | Oct. | Nov. | Dic. | Anual |
| --- | --- | --- | --- | --- | --- | --- | --- | --- | --- | --- | --- | --- | --- |
| Temp. máx. abs. (°C) | 16.7 | 17.2 | 23.3 | 32.2 | 36.1 | 42.8 | 42.2 | 42.2 | 36.7 | 30.6 | 21.1 | 15.6 | 42.8 |
| Temp. máx. media (°C) | 1.4 | 4.2 | 9.2 | 13.8 | 19.5 | 23.2 | 29.1 | 28.8 | 23.1 | 14.3 | 5.7 | 1 | 14.4 |
| Temp. media (°C) | -1.3 | 0.5 | 4.4 | 8.3 | 13.3 | 16.8 | 21.7 | 21.3 | 16.2 | 8.8 | 2.4 | -1.6 | 9.2 |
| Temp. mín. media (°C) | -4.1 | -3.2 | -0.3 | 2.8 | 7.2 | 10.4 | 14.2 | 13.7 | 9.2 | 3.3 | -0.9 | -4.3 | 4 |
| Temp. mín. abs. (°C) | -34.4 | -31.1 | -23.3 | -10 | -4.4 | 0.6 | 2.8 | 1.7 | -5.6 | -13.9 | -29.4 | -31.7 | -34.4 |
| Precipitación total (mm) | 50 | 36.6 | 46.5 | 31.8 | 39.4 | 29.7 | 10.7 | 11.9 | 14.7 | 34.8 | 52.3 | 59.4 | 417.8 |
| Nevadas (cm) | 31.2 | 19.8 | 9.9 | 1.8 | 0.3 | 0 | 0 | 0 | 0.3 | 1.3 | 15.7 | 35.1 | 115.3 |
| Días de precipitaciones (≥ 0.2 mm) | 14.2 | 10.9 | 11.8 | 10.3 | 9.7 | 7.8 | 4.0 | 3.2 | 4.7 | 8.9 | 13.4 | 13.8 | 112.7 |
| Días de nevadas (≥ 0.2 cm) | 9.5 | 5.7 | 4.0 | 1.0 | 0.3 | 0.0 | 0.0 | 0.0 | 0.1 | 0.3 | 4.3 | 9.5 | 34.7 |
| Horas de sol | 78.3 | 118.0 | 199.3 | 242.3 | 296.7 | 322.8 | 382.4 | 340.4 | 271.2 | 191.0 | 73.8 | 59.1 | 2575.3 |
| Humedad relativa (%) | 82.5 | 79.1 | 70.3 | 61.0 | 58.2 | 53.9 | 44.0 | 45.0 | 53.9 | 66.6 | 82.7 | 85.5 | 65.2 |
| Fuente: NOAA (humedad y horas de sol 1961–1990)                                                                                       | | | | | | | | | | | | | |

Galería de imágenes:
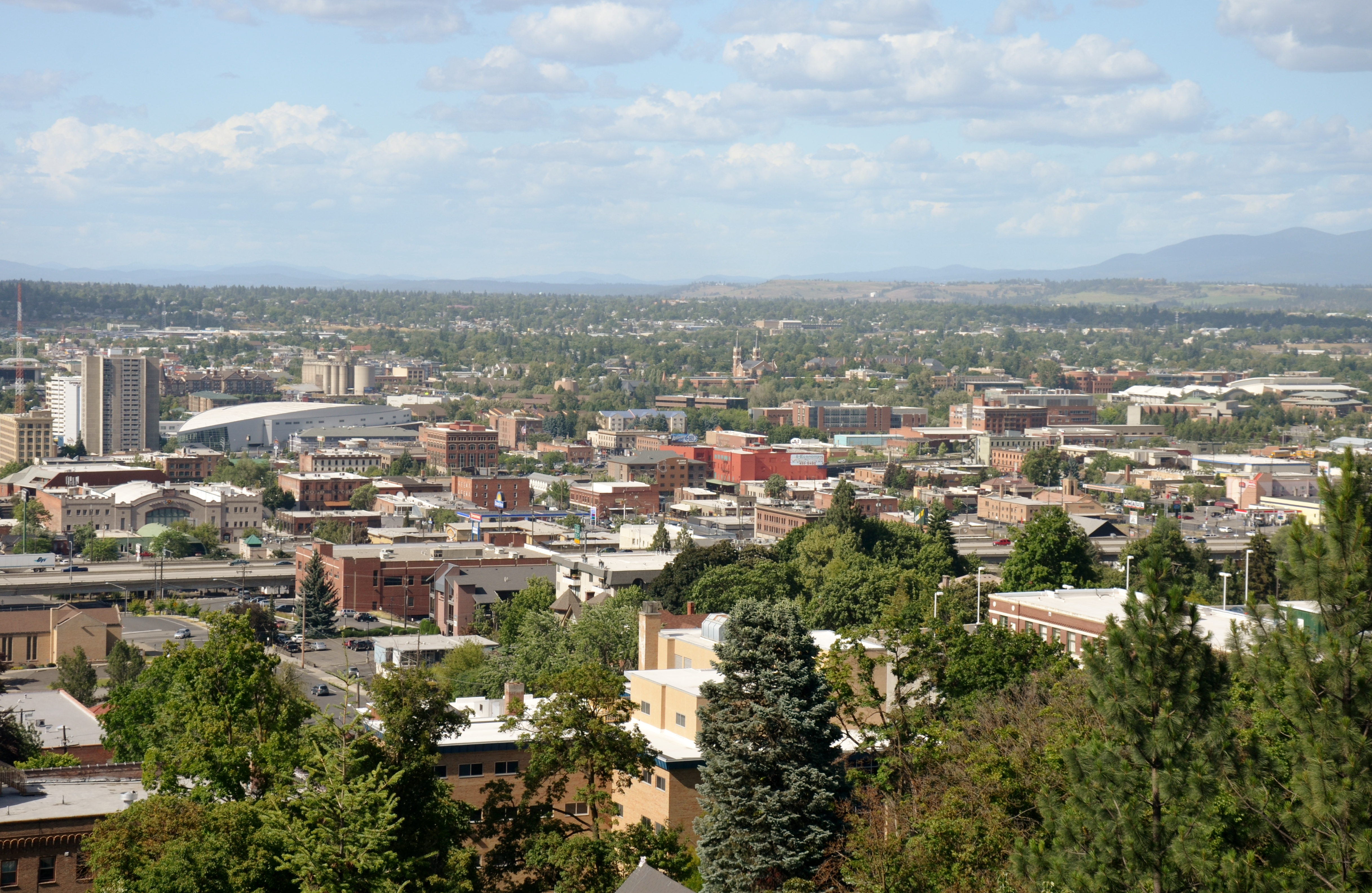
Panoramio del Cliff-Canon
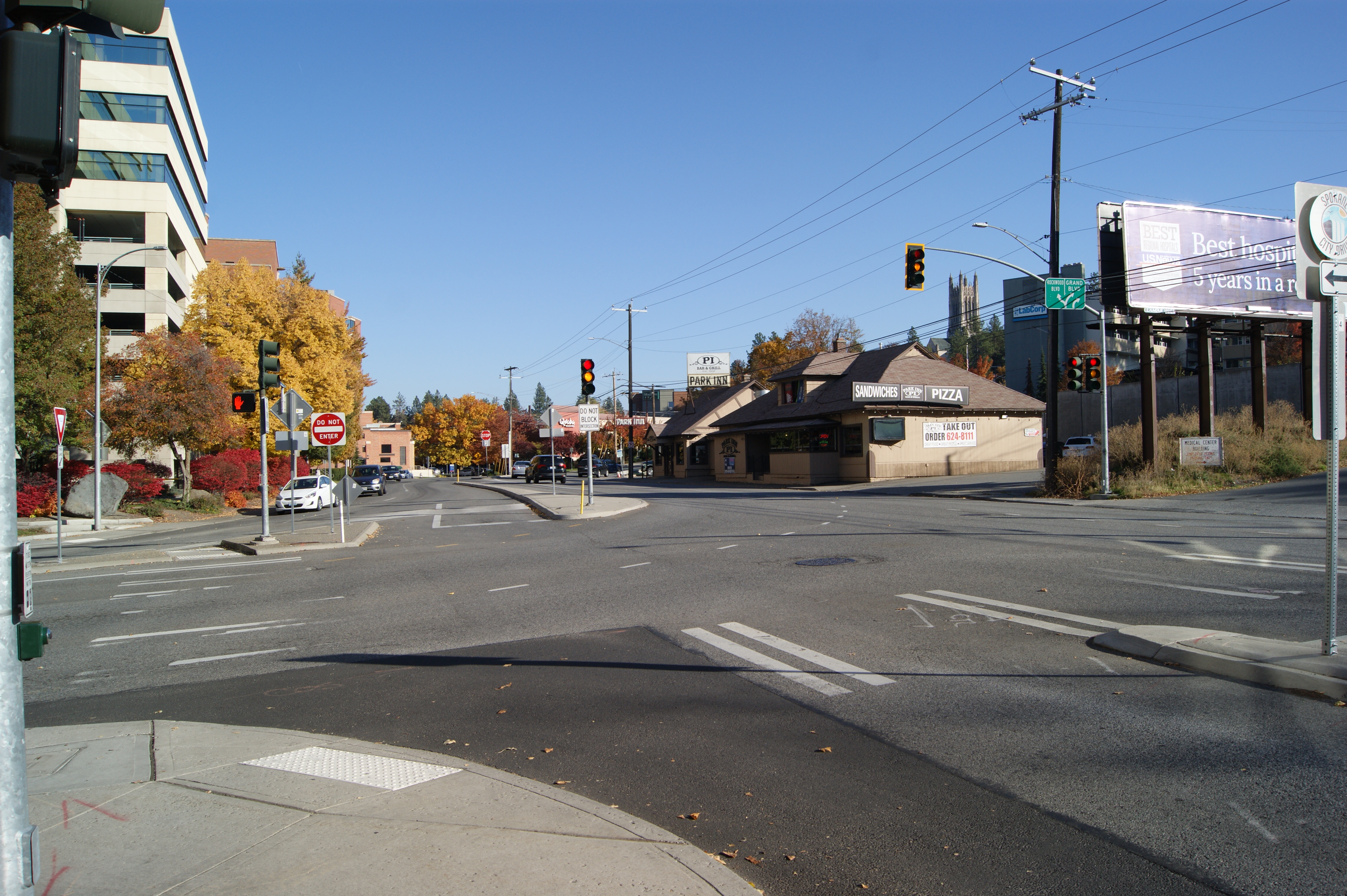
Cliff-Canon
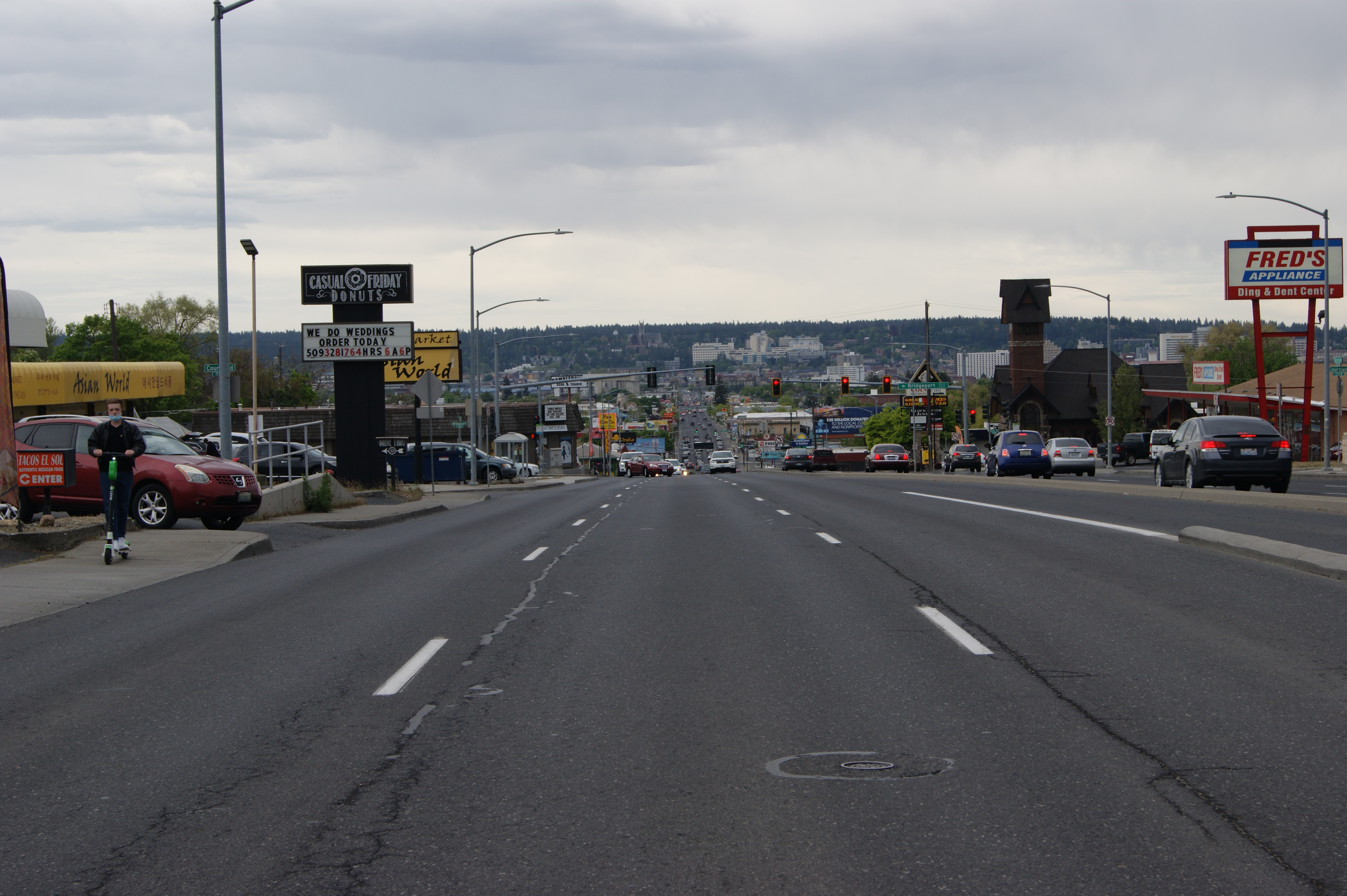
Calle División
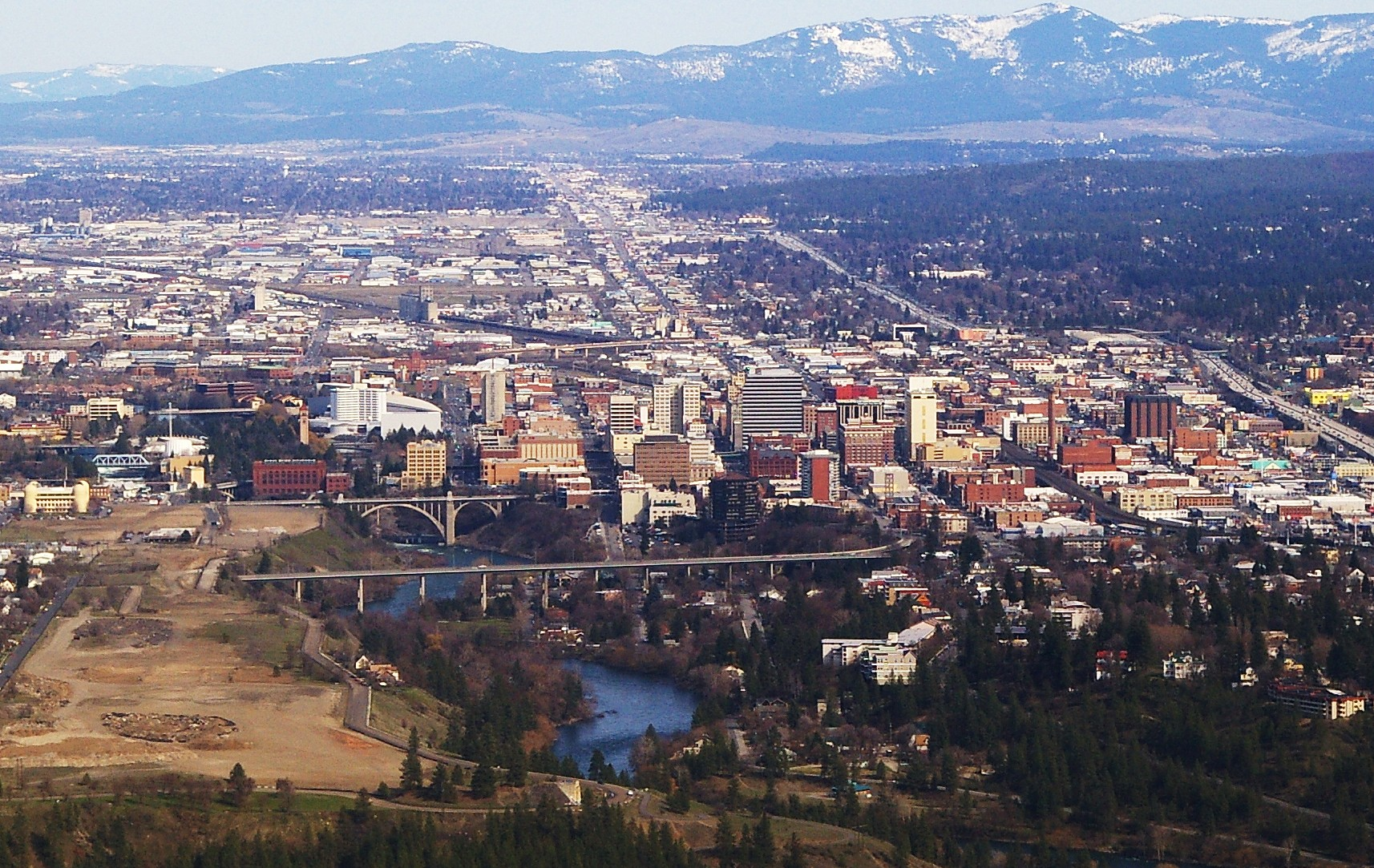
Centro de la ciudad y el aeropuerto al fondo
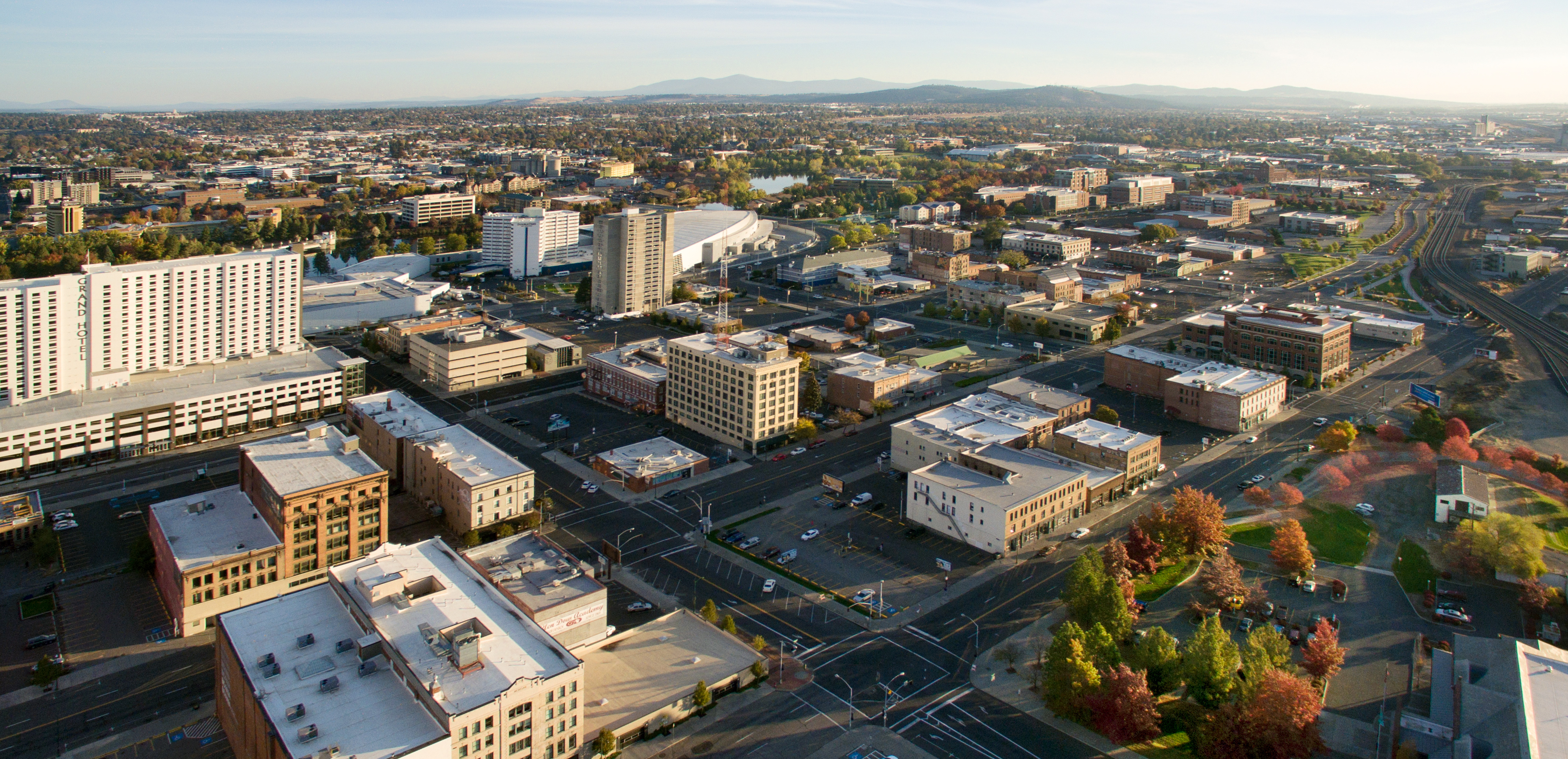
Zona este del centro y la Universidad del Distrito al fondo
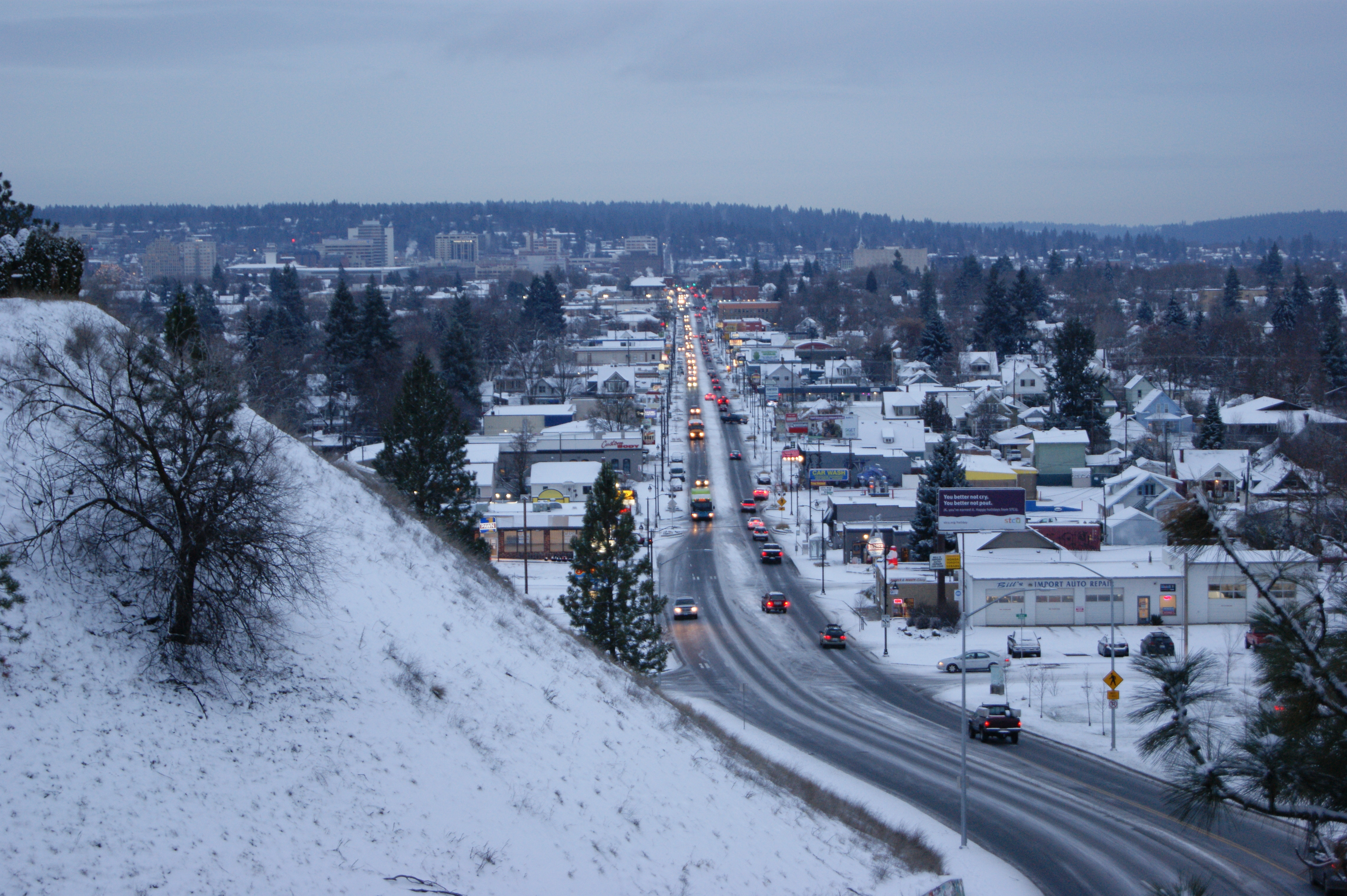
Corredor de la calle Monroe

## Cultura popular
En esta ciudad transcurre la acción de las películas  Mozart y la ballena de 2005,[cita requerida] Amanecer rojo de 2012 y Vision Quest de 1983.